# Adhemar Canavessi
Adhemar Canavessi (18 de agosto de 1903-14 de noviembre de 1984) fue un futbolista uruguayo, que jugaba en la posición de defensa. Defendiendo a su selección ganó la medalla de oro en los Juegos Olímpicos de Ámsterdam 1928.

## Trayectoria

### Clubes
Canavessi comenzó su carrera en el Club Atlético Bella Vista, donde permaneció hasta 1928. Al volver de los Juegos Olímpicos de ese año, pasa al Club Atlético Peñarol, allí jugaría hasta su retiro en 1935.

### Selección
Jugó nueve encuentros con la selección uruguaya.
Debutó el 14 de julio de 1925, en un amistoso ante Paraguay. Jugaría ese mismo año otros cuatro partidos frente a la selección albirroja (correspondientes a la Copa Bossio). En el Campeonato Sudamericano 1927 disputó dos encuentros, en el partido frente a Argentina convierte un gol en contra. Forma parte del equipo celeste en un amistoso frente a Chile a fines de 1927. En los Juegos Olímpicos de 1928 fue titular en el partido semifinal frente a Italia, reemplazando al capitán José Nasazzi que se encontraba suspendido. En el libro El fútbol a sol y sombra (de Eduardo Galeano) se dice que Canavessi decidió quedarse en el hotel para la final contra Argentina, debido a que pensaba que podía dar mala suerte a su equipo (recordar que había convertido un autogol en el partido que había disputado contra la albiceleste).

## Palmarés

### Clubes

#### Torneos locales
- Campeonato Uruguayo de Fútbol: 4

Peñarol: 1928, 1929, 1932, 1935

### Selección
- Oro Olímpico: 1

Uruguay: Ámsterdam 1928